# Simfonia núm. 15 (Weinberg)
La Simfonia núm. 15 Crec en aquesta terra, op. 119, basada en un text de Mikhail Dudin per a soprano, baríton, cor de dones i orquestra, va ser composta per Mieczysław Weinberg el 1977. Es va estrenar el 12 d'abril del 1979 a Moscou. No s'ha enregistrat mai.